# The Lantern
«The Lantern» —en español: «El farol»— es una canción de la banda británica de rock The Rolling Stones, lanzada en su álbum Their Satanic Majesties Request, editado en 1967. En los Estados Unidos fue el lado B del sencillo «In Another Land». Fue escrita por Mick Jagger y Keith Richards.
El crítico de Allmusic Matthew Greenwald comentó: "Otra de las canciones subestimadas de The Satanic Majesties Requests... es de hecho una canción de folk psicodélico y suena como si estuviera inspirada por la entonces popular Incredible String Band. Algunos excelentes riffs de guitarra de Keith Richards, acústicos y eléctricos, parecen presagiar el trabajo en capas de Beggars Banquet y Let It Bleed y conducir una melodía sutil, pero ligeramente bluesera que es uno de los mejores del álbum. En las líricas, la canción parece tener inspiraciones literarias, no diferente de algunas de las canciones de Syd Barrett para Pink Floyd del mismo período. Un arreglo de vientos muy restringido y hermoso equilibra la artesanía verdadera con el exceso psicodélico del día que impregna el álbum".
«The Lantern» nunca ha sido interpretada en vivo por la banda.

## Personal
Acreditados:
- Mick Jagger: voz.
- Keith Richards: guitarra acústica, guitarra eléctrica, coros.
- Brian Jones: guitarra acústica, vientos.
- Charlie Watts: batería.
- Bill Wyman: bajo.
- Nicky Hopkins: piano.